# シェリー・ヤヒモビッチ
シェリー・ヤヒモビッチ（ヘブライ語: שלי יחימוביץ׳, 1960年3月28日 - ）は、イスラエルの女性政治家。元労働党党首。

## 生い立ち
イスラエルのクファル・サバで生まれる。両親はポーランドから帰還したホロコーストの生存者。1985年にネゲヴ・ベン＝グリオン大学を卒業後、ジャーナリストとしての道を歩む。

## 政治家として
2005年に政治家への転身を表明。2006年のクネセト総選挙で労働党から初出馬。当選を果たす。2009年の総選挙でも再選を果たす。ところが、2011年にエフード・バラック党首が複数の労働党議員とともに離党し、新党「アツマウート」（独立）を立ち上げたため、労働党の議席数が大きく落ち込んだ。
この集団離党劇やイツハク・ラビン元首相暗殺以降弱体化が進んでいた労働党を立て直すために、2012年に党首選へ立候補。第一回投票では対抗馬のアミール・ペレツとわずか約600票差で一位となり、決選投票に持ち込む。決選投票でも大接戦の末、勝利。労働党党首に就任した。
労働党党首以降は労働党の支持率が上昇傾向に向かい、一時期世論調査では21議席を獲得する観測もあったが、2013年1月の総選挙では15議席を獲得して復調は果たしたものの第3党にとどまった。同年11月の党首選でイツハク・ヘルツォグに敗れ退任。